# Konstantin Olshansky (navire de débarquement)
Pour l’article homonyme, voir Konstantin Olshansky.
Le Konstantin Olshansky (en ukrainien : Костянтин Ольшанський), anciennement connu sous le nom de BDK-56, est un grand navire de débarquement du projet 775 de la marine russe, anciennement de la marine ukrainienne. Le navire a été construit à Gdańsk en Pologne et lancé en 1985. Il a d’abord servi dans la marine soviétique, où il a été renommé d’après l’officier d’infanterie de marine soviétique Konstantin Olchanski. Le navire de débarquement a été transféré à l’Ukraine en 1996. Le 24 mars 2014, le navire a été capturé par les forces russes pendant l'annexion de la Crimée par la Russie en 2014. Dix ans plus tard presque jour pour jour après l’avoir perdu, la marine ukrainienne a déclaré le 26 mars 2024 avoir attaqué le Konstantin Olshansky et l’avoir mis hors de combat lors d’une frappe de missiles contre la Crimée occupée.

## Historique
Le navire a été construit au chantier naval Stocznia Północna à Gdańsk, en Pologne, et lancé en 1985 sous le nom de BDK-56. En 1990, le navire a été renommé Konstantin Olshansky, en l’honneur de Konstantin Olshansky, un officier d’infanterie de marine soviétique.
À la mi-1996, lors de la dissolution de la flotte soviétique de la mer Noire, le navire de débarquement a été transféré à la marine ukrainienne et le pavillon ukrainien a été hissé sur le navire le 27 mars 1996.
En mars-avril 2011, pendant la première guerre civile libyenne, le Konstantin Olshansky a participé à l’évacuation de Libye de spécialistes étrangers et de membres de leurs familles, amenant à Malte 193 citoyens de 15 pays différents.
Le 24 mars 2014, le navire a été capturé par les forces russes lors de l’annexion de la Crimée par la Russie en 2014. Le Konstantin Olshansky a été capturé par des soldats russes à son quai dans la base navale sud.
Le 26 mars 2024, l’Ukraine a affirmé avoir frappé le Konstantin Olshansky avec un missile R-360 Neptune. Le navire était en train d’être réaménagé pour être utilisé contre l’Ukraine,.

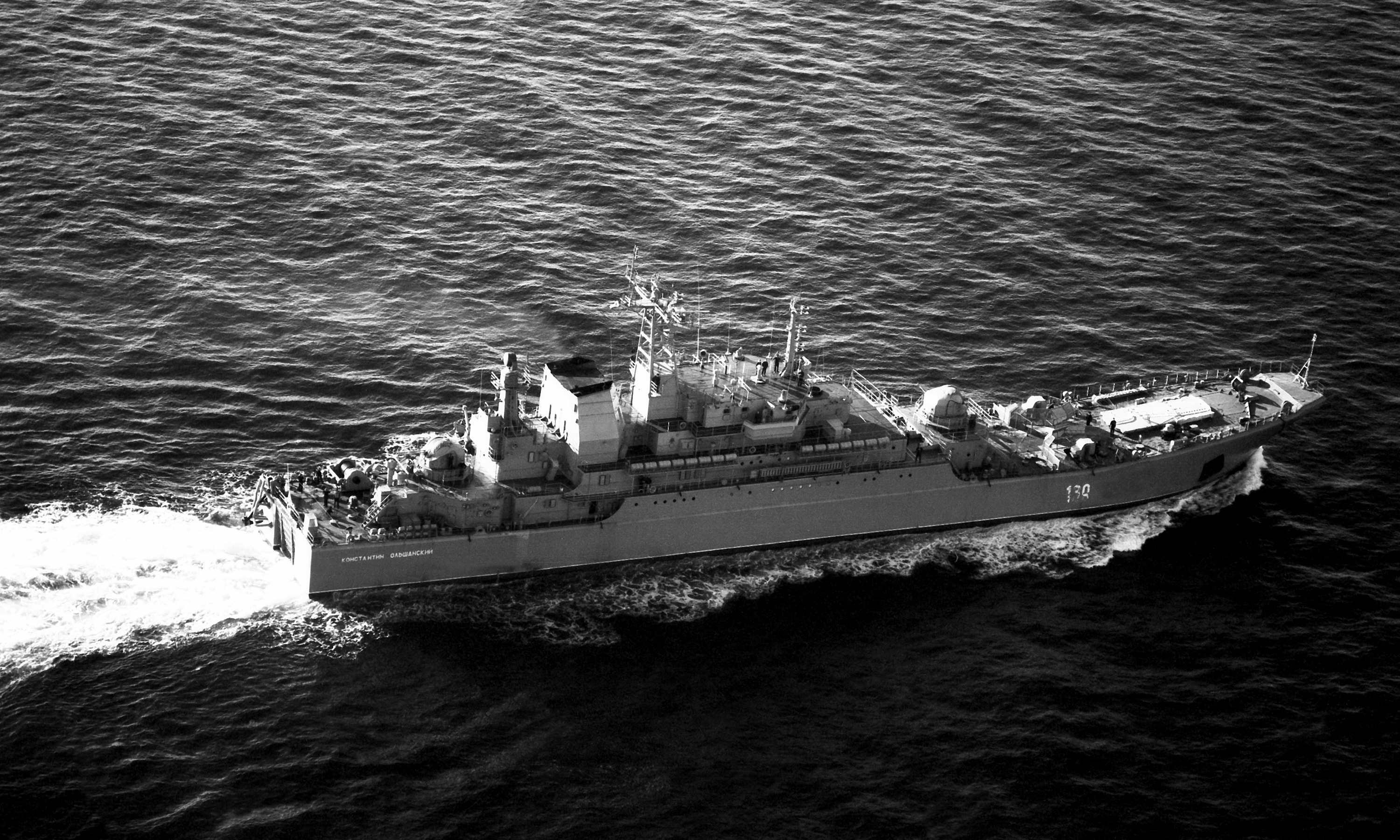
Le Konstantin Olshansky en 1990
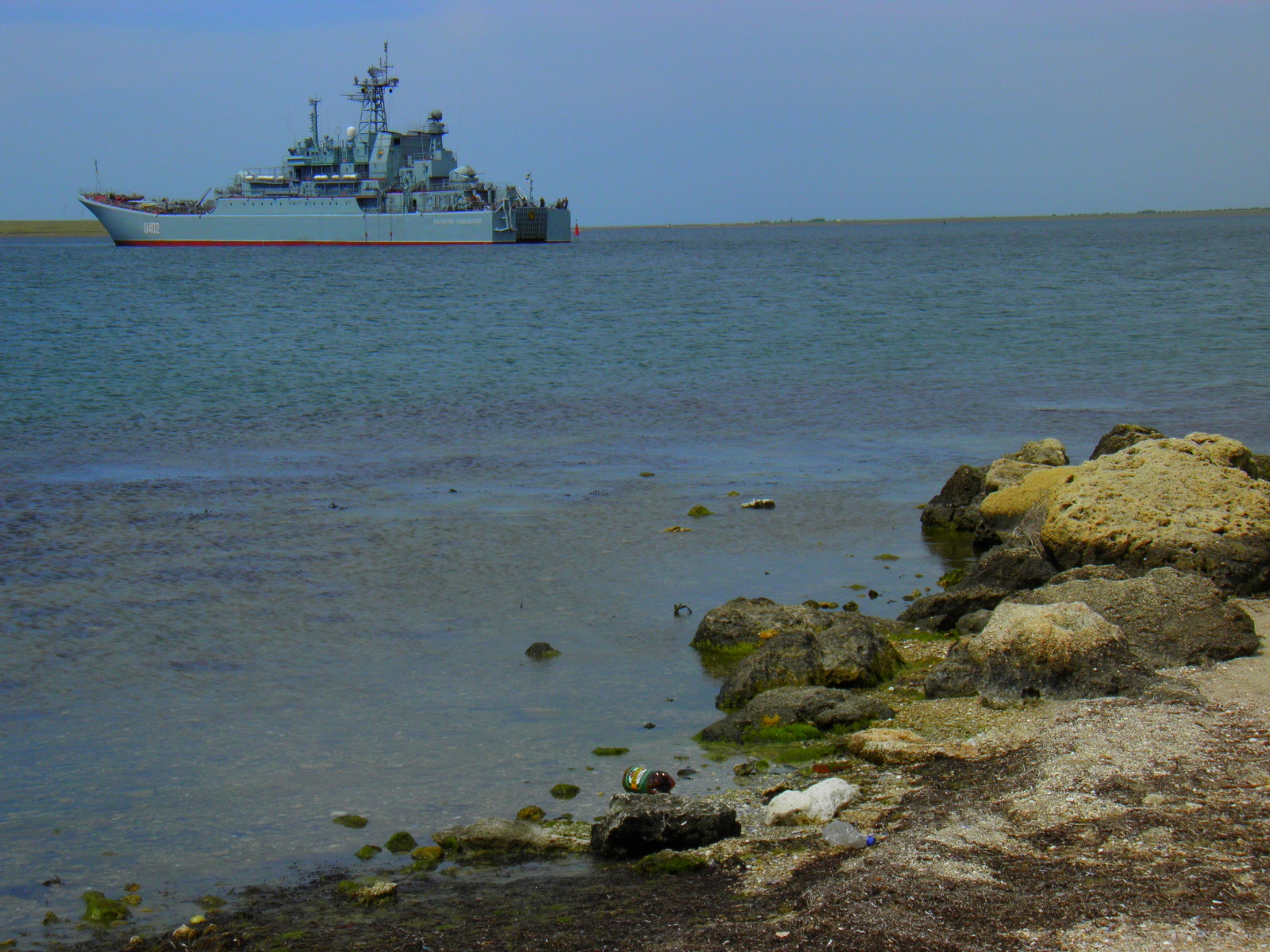
Le Konstantin Olshansky sur le Lac Donouzlav en 2011
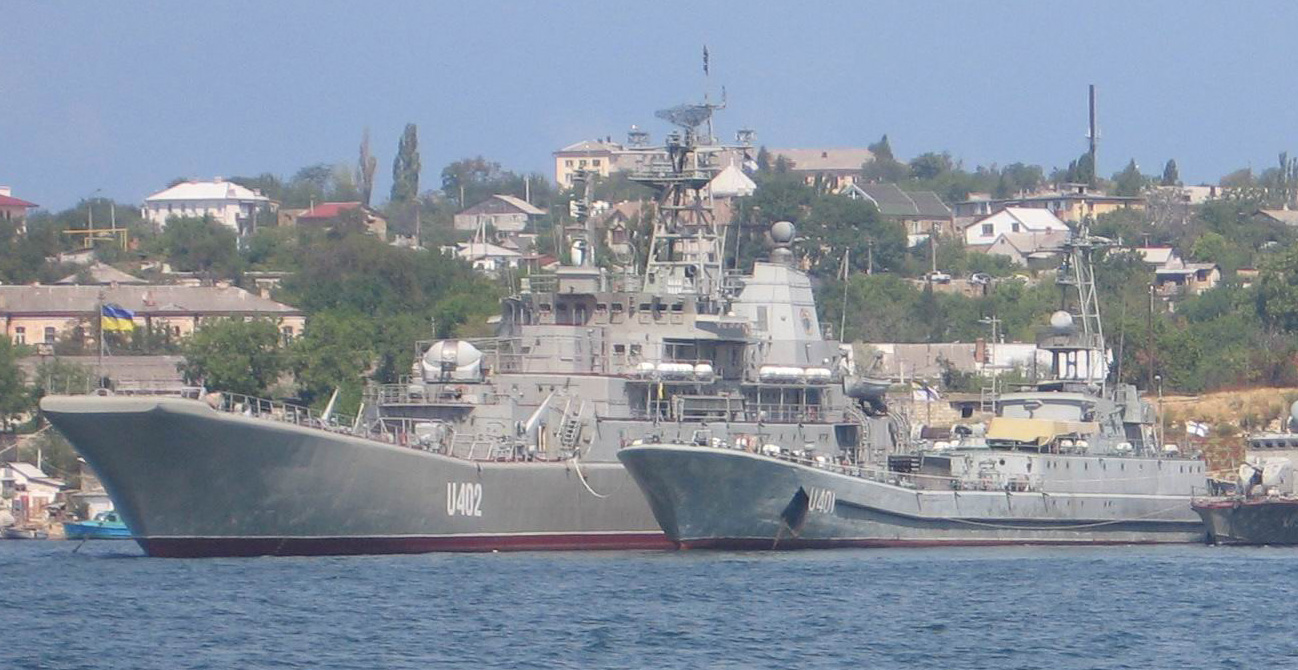
Les navires de débarquement Kostiantyn Olshansky (le grand) et Iouriy Olefirenko (le petit)